# Mayra Rocha
Mayra Rocha (nascida em 26 de outubro de 1988) é uma ciclista mexicana. Especializada em ciclismo de pista, Rocha competiu nos Jogos Pan-Americanos de 2015.